# Modern Two (Dean Gallery)
Pour les articles homonymes, voir Galerie nationale.
Modern Two, anciennement Dean Gallery, à Édimbourg, est l'une des galeries d'art nationales d'Écosse. Elle fait partie des Galeries Nationales d'Ecosse. 
Depuis son ouverture, le bâtiment a abrité la donation Paolozzi, une collection de ses œuvres remises à la Galerie nationale d'art moderne en 1994 par Sir Eduardo Paolozzi. Il contient une vaste collection d'art et de littérature Dada et surréaliste, dont une grande part a été donnée par Gabrielle Keiller. Il est également utilisé pour des expositions temporaires.
La Dean Gallery est jumelée à la Galerie nationale d'art moderne qui se trouve de l'autre côté de Belford Road.

## Histoire de la construction
Le bâtiment a été construit pour remplacer l'hôpital des orphelins de Shakespeare Square (anciennement à l'extrémité est de Princes Street).
Il a été conçu en style néoclassique par Thomas Hamilton en 1831 et sa construction a pris trois ans. Les tours supérieures au-dessus des escaliers contiennent des cheminées et contribuent à la perspective d'Édimbourg à l'ouest. L'horloge au-dessus de l'entrée provient de la démolition en 1764 du port Netherbow sur le Royal Mile, qui séparait autrefois High Street de Canongate.
Le bâtiment a servi de centre d'éducation Dean pendant de nombreuses décennies avant d'être transformé en galerie d'art. 
La parcelle de jardins familiaux à l'entrée principale date de 1940, à l'époque où de nombreux cours scolaires étaient utilisés à ces fins. 

## Conversion en galerie
La galerie a été ouverte en 1999, en face de la Galerie nationale écossaise d'art moderne, sa galerie sœur. En 2011, les bâtiments ont été renommés respectivement Modern Art Two et Modern Art One. La transformation du bâtiment en galerie d'art a été conçue par l'architecte Terry Farrell. 

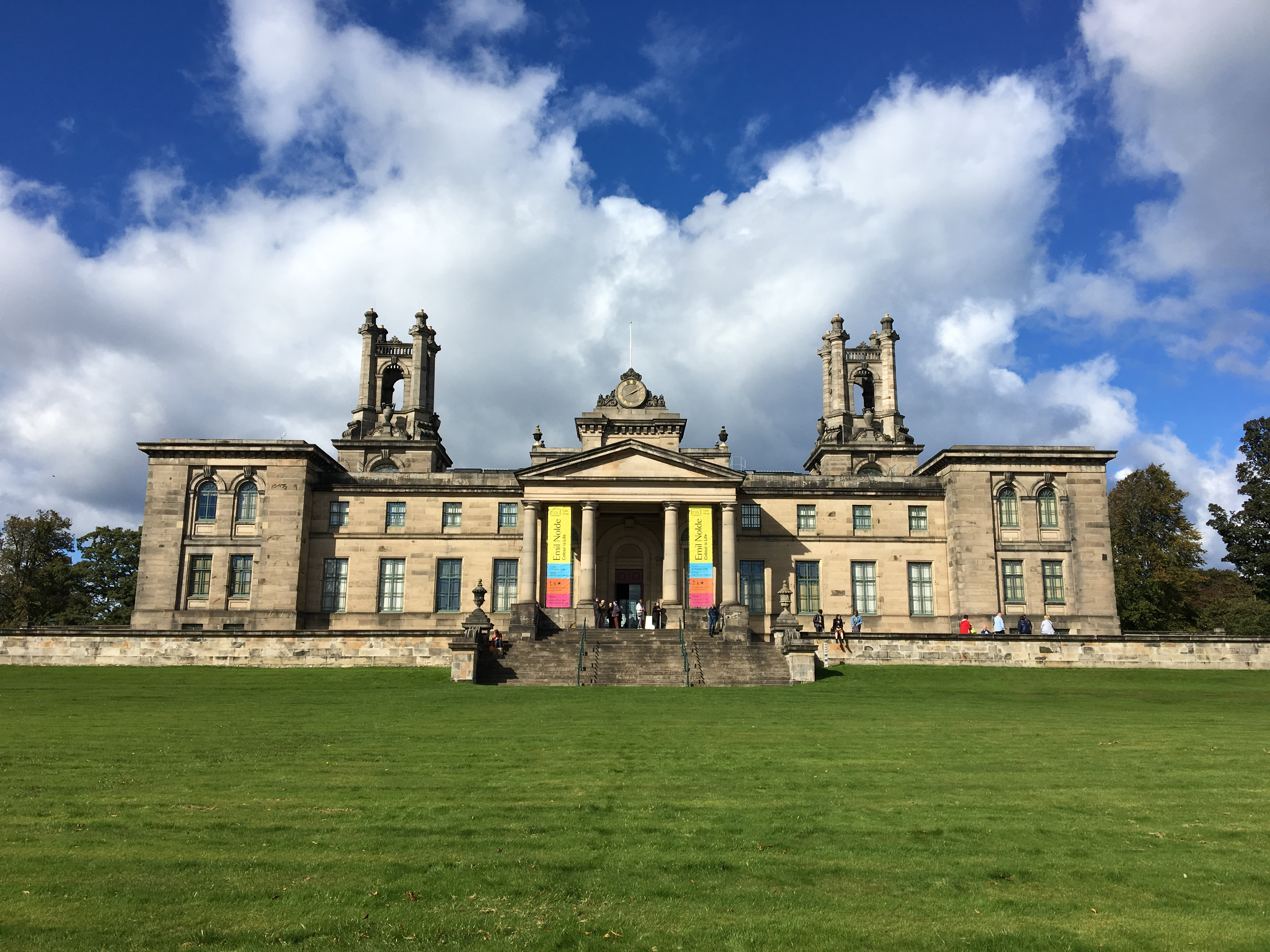
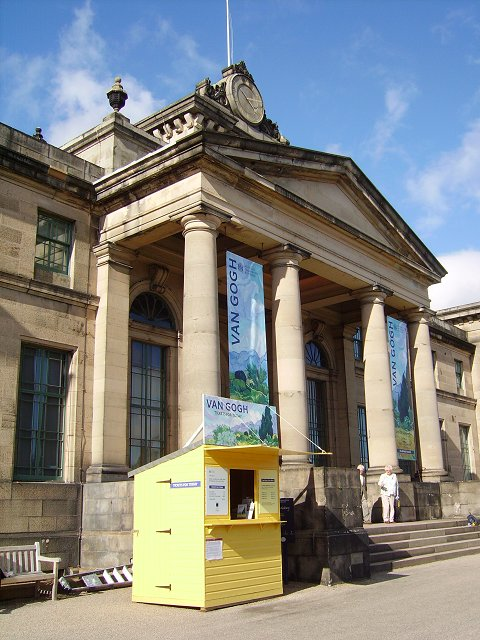
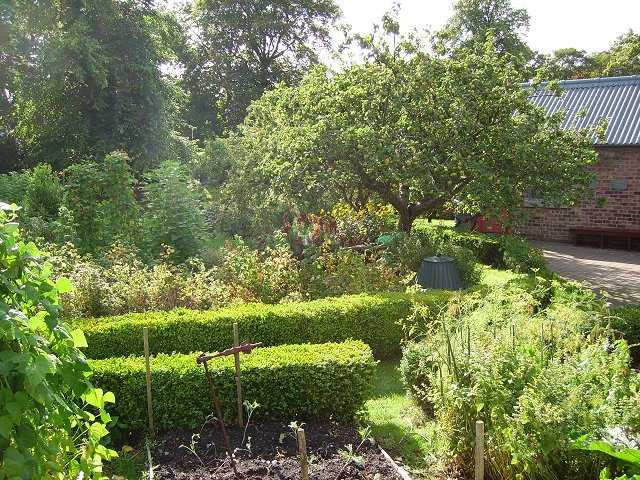
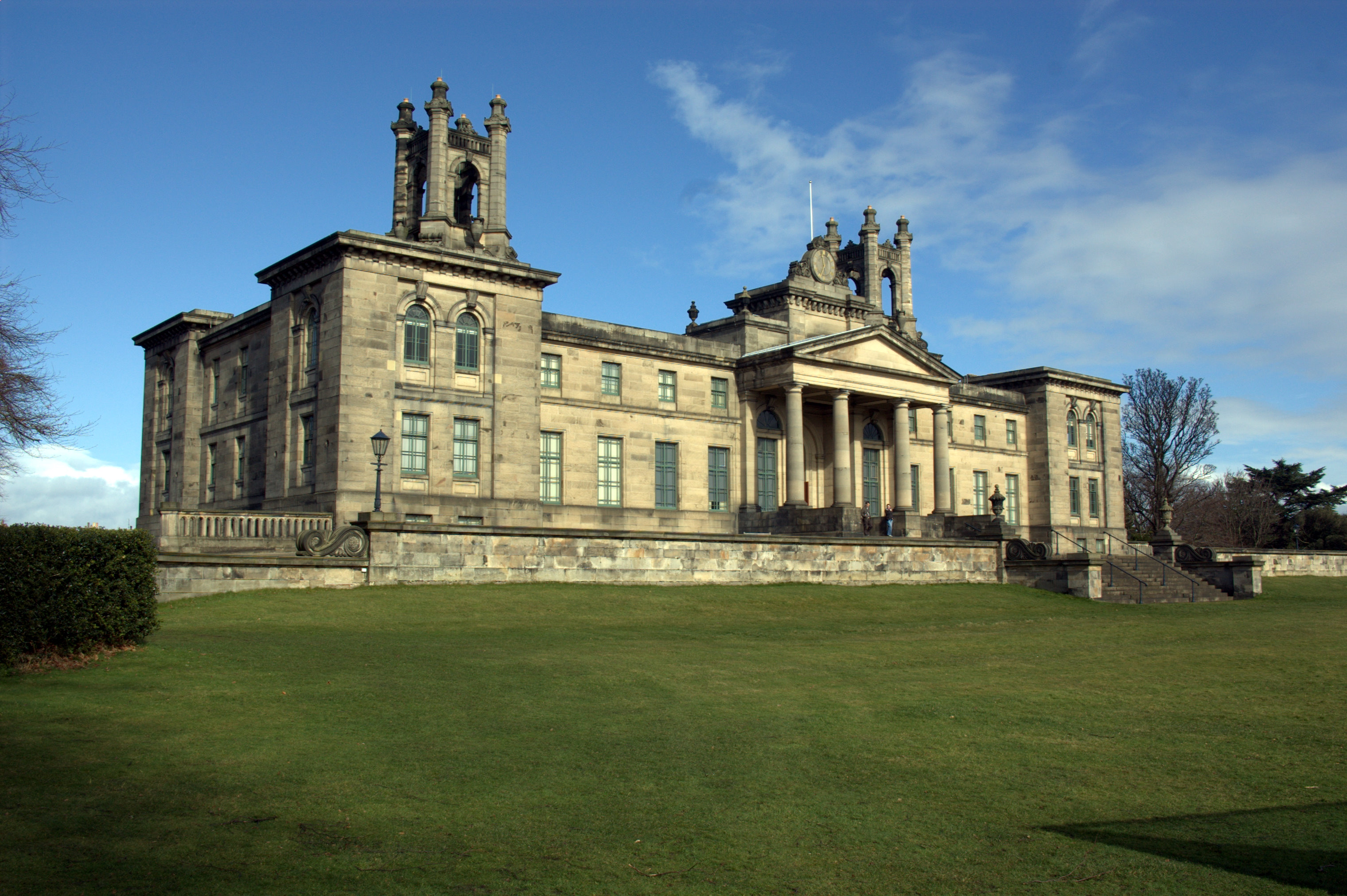